# 루나 볼
루나 볼(일어:ルナーボール)은 1985년 포니캐년이 발매한 게임소프트. 당구를 모티브로 하고 약간의 각색을 가한 테이블 게임이다.
1985년 여름에 PC-8800시리즈용이, 12월에 패미콤용이 발매되었다. 일본이외의 타이틀 제목은 루나 풀이라는 이름으로 발매되었다.

## 개요
루나(Lunar)란 달이며 무대는 우주에 설치된 스테이지로 구성되어 있다. 규칙은 매우 간단하며 루나 볼(당구의 수구, 이하 수구로 표기함)을 쳐서 번호가 붙은 공들(행성)을 포켓인 블랙홀에 넣으며 전부 넣으면 스테이지 클리어가 된다. 스테이지 수는 전부 60개(PC판은 20개)가 존재하며 타이틀 처음부터 스테이지 선택이 가능하다.
스테이지는 다양하게 변화하며 평범한 6포켓을 시작으로 삼각, 오각, 팔각형, 알파벳 등의 디자인을 한 것이나 중앙에 장애물이 있는 것, 블랙홀이 몇개나 놓인 것 등 다양하며 전부 30종류에 이른다. 또 볼의 배치는 2종류 씩이며 스테이지에 따라 처음 배치가 정해져 있다.
게임제작은 컴파일이 하였다.

## 규칙
모든 공을 포켓(블랙홀)에 넣으면 클리어한다. 단 수구를 블랙홀에 넣을 경우 1몫을 잃는다.(당구에서의 스크래치) 3번을 치면서 한 개의 공도 못 넣을 경우도 1미스가 된다. 3미스로 게임오버지만 1스테이지를 클리어할 때마다 1개의 공을 추가로 받으므로 비교적 쉬운 난이도이다.
득점은 공의 숫자에 비례하며 넣은 공 만큼 득점하는데 한번에 여러개의 공을 넣을 경우 고득점을 얻을 수 있다. 또 연속으로 포켓에 공을 넣을 때마다 점수비가 올라가므로 더욱 고득점을 얻을 수 있다. (공을 넣지 못하거나 수구가 포켓에 들어갈 경우는 점수비는 1로 돌아간다.) 해당 스테이지에서 칠때마다 공을 넣어서 클리어할 경우는 퍼펙트 보너스로 고득점을 얻을 수 있다.
수구가 늘어나는 요소로는 「스테이지 클리어(1개)」, 「퍼펙트(1개)」, 「점수비가 21이상이 된 시점에서 점수비가 올라갈 때마다 1개」가 존재한다.
또한 옵션에서 마찰 계수를 바꿀 수 있다.(PC판도 마찬가지) 마찰계수는 0~255(디폴트 32)까지 있으며 수가 적을 수록 공이 잘 안멈추게 되며(0일 경우 계속 굴러다닌다) 수가 클수록 공이 잘 구르지 않게 된다.

## 참고 자료
- 버추얼콘솔 Lunar Ball